# 田野瀬太道
田野瀬 太道（たのせ たいどう、1974年7月4日 - ）は、日本の政治家、自由民主党所属の衆議院議員（5期）。
文部科学大臣政務官兼内閣府大臣政務官兼復興大臣政務官、文部科学副大臣兼内閣府副大臣、衆議院文部科学委員長を歴任。父は自民党総務会長などを務めた田野瀬良太郎。

## 経歴
奈良県五條市生まれ。五條市立五條小学校、五條市立五條中学校、西大和学園高等学校（1986年に父が開校）を経て、早稲田大学第二文学部社会専修卒業、学士（文学）。
1997年10月から、衆議院議員田野瀬良太郎秘書を務める。2010年12月、社会福祉法人愛誠会なかよし保育園（1981年に父が開園）理事長。2012年1月から12月まで、社団法人橿原青年会議所理事長。
2012年、父の田野瀬良太郎の引退を受けて実施された後継候補において、自民党奈良県連が実施した党員投票で大阪府在住の団体役員である上田孝之に圧勝したことを受けて、第46回衆議院議員総選挙で奈良4区で自由民主党の公認候補となる。第46回衆院選において自民党で幹部経験のある現職衆議院議員の世襲候補は田野瀬を含めて5人いたが、党員投票によって公認候補が決まったのは田野瀬だけである。同年12月16日、第46回衆院選で初当選した。
2014年12月14日、第47回衆議院議員総選挙で再選。
2016年8月5日、第3次安倍第2次改造内閣にて文部科学大臣政務官兼内閣府大臣政務官兼復興大臣政務官に任命された。2017年10月22日、第48回衆議院議員総選挙では、奈良県の小選挙区割り変更に伴い、奈良3区で立候補し、3選。
2020年9月の菅義偉内閣の発足に伴い、文部科学副大臣兼内閣府副大臣に就任。文部科学副大臣として教育、スポーツの担当。2021年2月、新型コロナウイルス感染拡大に伴う緊急事態宣言下で松本純、大塚高司らと不要不急の夜間外出を報道された不祥事のため、菅義偉首相により副大臣職を罷免された。
2021年10月31日投開票の第49回衆議院議員総選挙に無所属で立候補し再選。当選後自民党から追加公認となり、自民党に復党した。
2024年9月27日に行われた自民党総裁選挙において小林鷹之の推薦人に名を連ねた。1回目の投票では小林に投じ、得票数1位の高市早苗と2位の石破茂が進んだ決選投票では高市に投じた。同年10月27日、第50回衆議院議員総選挙で5選。

## 政策・主張

### 上下流連動による木材利用等促進コンソーシアムの設立
森林贈与税は平成31年に森林環境整備等を目的とし創設されたが、大都市の自治体では森林等もなく基金のみ積み立てなどにあてられていた。制度自体の目的を危惧し、2021年5月に奈良県産木材の活用を促進する目的で田野瀬が提唱し創設。川上（供給側）と川下（消費側）を連携するために、消費側には奈良県5市町内、供給側には吉野郡町村会が会員として参画。ここまでの大規模市町村参画は全国初であった。

### 首都機能の移転
- 2019年、毎日新聞のインタビューにて、首都機能の移転は地方創生の起爆剤になりうるとして、「私は、氷づけになっている移転論を解凍して実行に移したいと思っている。今年の通常国会の予算委員会で「国会等移転審議会」答申は生きているか質問したところ、政府から有効だとの回答が得られた。また、90年の国会決議について衆院法制局に尋ねたら有効と確認できた。そのためにも同じ轍を踏まないように気を付けたい。東京圏は大反対だったが、立法と行政という政治首都は移転しても、東京には引き続き経済首都として日本経済をけん引してもらうということを理解していただきたい。米国のワシントンとニューヨークのイメージだ。昔は飛鳥、藤原、奈良、京都、鎌倉と都が移った。当時の為政者は遷都により新しい国作りのイメージを示した。今回は遷都ではないが、しっかりと地方に光を当てていくというメッセージを発することが重要だ。 田中角栄元首相の日本列島改造論も大平正芳元首相の田園都市国家構想も東京一極集中の緩和策だった。歴代政権はずっと東京―極集中と地方の過疎化に立ち向かってきた。安倍政権も地方創生を掲げている。首都機能移転は大きな起爆剤になり得るはずだ。」と語った[16]。

### その他の主張
- 選択的夫婦別姓制度の導入にどちらかといえば賛成[17]。
- 日本のTPP参加に反対[18]。
- TPP交渉において、農業分野の関税は、すべて守るべき[18]。
- 復興予算は、被災地に限定して使うべき[18]。
- 政権公約（マニフェスト）は、必ず守るべき[18]。
- 憲法改正に賛成[18]。
- 女性宮家の創設に反対[18]。
- 日本の核武装について、今後の国際情勢によっては検討すべきとしている[18]。
- 2016年田野瀬はTBS国会トークフロントラインで政策のライフワークについて林業問題を挙げ、「地元が山に囲まれているせいもありますけど、日本の３分の２は森林。それなのに大都市政策がメインで森林に目が向けられていない。ほったらかしにされているから山が崩れる。」と政策の根幹について語る[19]。

## 人物
- 喫煙者であり、超党派の愛煙家国会議員からなる議員連盟「もくもく会」に所属している[20]。
- 趣味は、登山、読書、音楽観賞　柔道(3段)[21]。
- 家族は妻と息子3人娘1人の6人家族[21]

## 不祥事

### 新入生の保護者への後援会勧誘
2019年4月、兄の田野瀬太樹が運営主体である学校法人西大和学園の理事長を務めており、その西大和学園中学・高校の入学式において、田野瀬の関係者が、新入生の保護者に対し、後援会への入会を促していた。同年3月には新入生の保護者宛てに後援会への入会を求める文書も送られており、文書には田野瀬の名前が記され、入会申込書も同封されていた。生徒らからの訴えを受け調査した弁護士は、教育基本法で定められた、学校での政治的中立性の確保に抵触するとしている。

### 緊急事態宣言下での深夜クラブ訪問
2021年1月8日、政府は小池百合子東京都知事からの要請を受けて新型コロナウイルスによる緊急事態宣言を発令。1月26日、デイリー新潮は、衆議院議員の松本純が1月18日夜、東京都中央区のイタリアンレストランと銀座のクラブ2軒の計3軒を訪れたと報道した。同日、松本は記者団に、訪れた3軒の飲食店すべてについて「要望・陳情を承る立場で、1人で行っている」と説明。また、「閉店後に店に入った。店にいたのは店主たる人と自分だけだった」と述べた。1月29日、松本は自民党国会対策委員長代理を辞任。当初「1人で飲食店に行った」との松本の説明だったが、2月1日、松本は記者団に対し、田野瀬と大塚高司国会対策副委員長に声をかけてイタリアンレストランと3軒目のクラブで同席したと明らかにした。イタリアンレストランでは3軒目のクラブの関係者の女性2人もおり、5人で会食した。同日、菅義偉首相は官邸で田野瀬から報告を受け「あるまじき行為だ」と叱責。副大臣職を罷免された（後任は丹羽秀樹）。さらに、同日午後に松本、大塚両議員とともに自民党本部で二階俊博幹事長と会談し、離党勧告を受けたことを受けて自民党の離党届を提出した。離党届は持ち回りの党紀委員会で受理された。また、この件により同席していた松本純、大塚高司らとともにマスコミにて「銀座3兄弟」と名付けられた。

## 所属団体・議員連盟

### 議員連盟
- 自民党たばこ議員連盟[38]
- もくもく会[20]
- 神道政治連盟国会議員懇談会[39]

### 委員会
- 日本経済再生本部　規制改革推進委員会（幹事）[40]
- 超電導リニア鉄道に関する特別委員会[40]
- IT戦略特命委員会[40]
- 教育・文化・スポーツ関係団体委員会[40]

### その他団体
- 教育再生実行本部[40]
- 農林部会[40]
- 青年局[40]
- ネットメディア局[40]
- 文部科学部会[40]
- 首都機能移転を議論する勉強会[41]（事務局長）
- TPP交渉における国益を守り抜く会
- 奈良県トライアスロン協会（会長）[42]

## 選挙歴
| 当落 | 選挙                   | 執行日         | 年齢 | 選挙区      | 政党       | 得票数     | 得票率 | 定数 | 得票順位 /候補者数 | 政党内比例順位 /政党当選者数 |
| ---- | ---------------------- | -------------- | ---- | ----------- | ---------- | ---------- | ------ | ---- | ------------------ | ---------------------------- |
| 当   | 第46回衆議院議員総選挙 | 2012年12月16日 | 38   | 奈良県第4区 | 自由民主党 | 8万2125票  | 50.55% | 1    | 1/4                | /                            |
| 当   | 第47回衆議院議員総選挙 | 2014年12月14日 | 40   | 奈良県第4区 | 自由民主党 | 8万6442票  | 61.25% | 1    | 1/3                | /                            |
| 当   | 第48回衆議院議員総選挙 | 2017年10月22日 | 43   | 奈良県第3区 | 自由民主党 | 12万2341票 | 61.62% | 1    | 1/3                | /                            |
| 当   | 第49回衆議院議員総選挙 | 2021年10月31日 | 47   | 奈良県第3区 | 無所属     | 11万4553票 | 60.81% | 1    | 1/4                | /                            |
| 当   | 第50回衆議院議員総選挙 | 2024年10月27日 | 50   | 奈良県第3区 | 自由民主党 | 9万2379票  | 49.16% | 1    | 1/4                | /                            |